# Арбори
Арбори (фр. Arbori) је насељено место у Француској у региону Корзика, у департману Јужна Корзика.
По подацима из 2011. године у општини је живело 60 становника, а густина насељености је износила 3,0 становника/km².

## Демографија
| 1962. | 1968. | 1975. | 1982. | 1990. | 2011. |
| ----- | ----- | ----- | ----- | ----- | ----- |
| 148   | 140   | 122   | 92    | 62    | 60    |